# Greåker IF
Greåker IF är en idrottsförening i Greåker, Norge som bildades den 6 april 1919 som bland annat bedrivit bandy, handboll, friidrott, brottning. men i dag (2009) är inriktad på fotboll skidsport. Fotbollslaget spelade i den så kallade "Hovedserien", då Norges högsta division, under 1950- och 60-talen.
En känd spelare från klubben är Raymond Kvisvik, som bland annat spelat för Moss FK, SK Brann, FK Austria Wien och Fredrikstad FK, och debuterade i norska landslaget år 2000.

### Fotnoter
1. ↑  ”Greåker Idrettsforening” (på norska). Store norske leksikon. 14 februari 2009. https://snl.no/Gre%C3%A5ker_Idrettsforening. Läst 29 september 2017.